# Championnat de France FFSA GT 2011
Navigation
Édition précédente Édition suivante
La saison 2011 du Championnat de France FFSA GT est la quinzième édition de cette compétition et se déroule du 9 avril au 30 octobre 2011. Elle comprend sept manches organisées au sein du premier GT Tour qui comprend aussi le Championnat de France F4, la Porsche Carrera Cup France, la Clio Cup, la Seat León Supercopa et la Mitjet Série.
Ce championnat a été remporté par Laurent Pasquali et Anthony Beltoise au volant d'une Porsche 911 GT3 R (997) de l'écurie  Pro GT by Alméras. Le classement du Gentlemen Trophy revient à Fabien Barthez et Gilles Duqueine au volant d'une Ferrari F430 du Team Sofrev-ASP adaptée à la paraplégie de Gilles Duqueine.
La course d'Albi a mis en évidence des tensions entre la Fédération française du sport automobile et les pilotes.

## Calendrier
| Manche | Manche | Date        | Meeting                                       | Circuit                       | Lieu         | Région/Pays                  |
| ------ | ------ | ----------- | --------------------------------------------- | ----------------------------- | ------------ | ---------------------------- |
| 1      | C1     | 9 avril     | GT Tour Lédenon / Grand Prix de Nîmes-Lédenon | Circuit de Lédenon            | Lédenon      | Languedoc-Roussillon, France |
| 1      | C2     | 10 avril    | GT Tour Lédenon / Grand Prix de Nîmes-Lédenon | Circuit de Lédenon            | Lédenon      | Languedoc-Roussillon, France |
| 2      | C1     | 24 avril    | GT Tour Nogaro / Coupes de Pâques             | Circuit Paul Armagnac         | Nogaro       | Midi-Pyrénées, France        |
| 2      | C2     | 25 avril    | GT Tour Nogaro / Coupes de Pâques             | Circuit Paul Armagnac         | Nogaro       | Midi-Pyrénées, France        |
| 3      | C1     | 14 mai      | GT Tour Dijon                                 | Circuit Dijon-Prenois         | Prenois      | Bourgogne, France            |
| 3      | C2     | 15 mai      | GT Tour Dijon                                 | Circuit Dijon-Prenois         | Prenois      | Bourgogne, France            |
| 4      | C1     | 25 juin     | GT Tour Val de Vienne                         | Circuit du Val de Vienne      | Le Vigeant   | Poitou-Charentes, France     |
| 4      | C2     | 26 juin     | GT Tour Val de Vienne                         | Circuit du Val de Vienne      | Le Vigeant   | Poitou-Charentes, France     |
| 5      | C1     | 9 juillet   | GT Tour Magny-Cours                           | Circuit de Nevers Magny-Cours | Magny-Cours  | Bourgogne, France            |
| 5      | C2     | 10 juillet  | GT Tour Magny-Cours                           | Circuit de Nevers Magny-Cours | Magny-Cours  | Bourgogne, France            |
| 6      | C1     | 3 septembre | GT Tour Albi / Grand Prix d'Albi              | Circuit d'Albi                | Le Séquestre | Midi-Pyrénées, France        |
| 6      | C2     | 4 septembre | GT Tour Albi / Grand Prix d'Albi              | Circuit d'Albi                | Le Séquestre | Midi-Pyrénées, France        |
| 7      | C1     | 29 octobre  | Finale GT Tour Paul-Ricard                    | Circuit Paul-Ricard           | Le Castellet | Provence, France             |
| 7      | C2     | 30 octobre  | Finale GT Tour Paul-Ricard                    | Circuit Paul-Ricard           | Le Castellet | Provence, France             |

## Engagés

### Championnat de France
| Écurie             | Voiture                      | N°  | Pilotes                                                                 |
| ------------------ | ---------------------------- | --- | ----------------------------------------------------------------------- |
| LMP Motorsport     | Aston Martin DBRS9           | 007 | Paul Lamic Frédéric Gabillon                                            |
| LMP Motorsport     | Aston Martin DBRS9           | 009 | Luc Paillard Arno Santamato                                             |
| Graff Racing       | Mercedes-Benz SLS AMG GT3    | 3   | Olivier Panis Éric Debard                                               |
| Graff Racing       | Mercedes-Benz SLS AMG GT3    | 17  | Gérard Tonelli Gilles Vannelet Renaud Derlot Grégoire Demoustier        |
| Saintéloc Racing   | Audi R8 LMS                  | 4   | Nicola Tardif Grégory Guilvert                                          |
| Saintéloc Racing   | Audi R8 LMS                  | 5   | Marc Sourd Grégoire Demoustier Dino Lunardi Mickael Rossi Lionel Mazars |
| Larbre Compétition | Porsche 911 GT3 R (997)      | 7   | Patrick Bornhauser Laurent Groppi                                       |
| Pouchelon Racing   | Dodge Viper                  | 8   | Erwin France Fabien Rosier                                              |
| SMG                | Porsche 911 GT3 R (997)      | 9   | Philippe Gache Hervé Clément                                            |
| Team Sofrev-ASP    | Ferrari F430                 | 10  | Olivier Pla Gabriel Balthazard                                          |
| Team Sofrev-ASP    | Ferrari 458 Italia GT3       | 20  | Jean-Luc Beaubelique Ludovic Badey                                      |
| AB Motorsport      | BMW Z4 GT3 (E89)             | 11  | Romain Brandela Arthur Bleynie                                          |
| Team Ciné Cascade  | Lamborghini Gallardo LP560-4 | 12  | Jean-Claude Lagniez Julien Piguet                                       |
| Sport Garage       | Ferrari F430                 | 21  | Christian Beroujon Kevin Despinasse                                     |
| Sport Garage       | Ferrari F430                 | 22  | Lionel Comole Morgan Moullin-Traffort Mathias Beche Sébastien Ogier     |
| WRT                | Audi R8 LMS                  | 30  | Roland Bervillé Frédéric Makowiecki                                     |
| WRT                | Audi R8 LMS                  | 32  | David Hallyday Stéphane Ortelli                                         |
| Pro GT by Alméras  | Porsche 911 GT3 R (997)      | 33  | Jean-Claude Police Laurent Cazenave                                     |
| Pro GT by Alméras  | Porsche 911 GT3 R (997)      | 34  | Laurent Pasquali Anthony Beltoise                                       |
| AF Corse           | Ferrari 458 Italia GT3       | 39  | Bruno Hernandez Sébastien Loeb                                          |

### Gentlemen Trophy
| Écurie           | Voiture              | N° | Pilotes                                                |
| ---------------- | -------------------- | -- | ------------------------------------------------------ |
| JSB Compétition  | Lamborghini Gallardo | 41 | Patrice Madeleine Florent Priez                        |
| Sport Garage     | Ferrari F430         | 42 | François Leveque Rémi Gammal                           |
| ASP Compétition  | Lamborghini Gallardo | 43 | Jean-Paul Buffin Philippe Ullman                       |
| Ruffier Racing   | Lamborghini Gallardo | 44 | Patrick Lauber Christian Demigneux Didier Van Straaten |
| Pouchelon Racing | Dodge Viper          | 45 | Franck Labescat Christian Philippon                    |
| Pouchelon Racing | Dodge Viper          | 48 | Pierre-Alain France Erwin France                       |
| Team Sofrev-ASP  | Ferrari F430         | 50 | Fabien Barthez Gilles Duqueine                         |

## Résultats
| Manche | Manche | Circuit                       | Date        | Pole Position                      | Vainqueurs au général              | Vainqueurs du Gentlemen Trophy       |
| ------ | ------ | ----------------------------- | ----------- | ---------------------------------- | ---------------------------------- | ------------------------------------ |
| 1      | 1      | Circuit de Lédenon            | 9 avril     | Laurent Pasquali Anthony Beltoise  | Gérard Tonelli Renaud Derlot       | Patrice Madeleine Florent Priez      |
| 1      | 2      | Circuit de Lédenon            | 10 avril    | Jean-Luc Beaubelique Ludovic Badey | Gérard Tonelli Renaud Derlot       | Fabien Barthez Gilles Duqueine       |
| 2      | 1      | Circuit Paul Armagnac         | 24 avril    | Olivier Panis Éric Debard          | Patrick Bornhauser Laurent Groppi  | Franck Labescate Christian Philippon |
| 2      | 2      | Circuit Paul Armagnac         | 25 avril    | Renaud Derlot                      | Laurent Pasquali Anthony Beltoise  | Patrick Lauber Christian Demigneux   |
| 3      | 1      | Circuit de Dijon-Prenois      | 14 mai      | Romain Brandela                    | David Hallyday Stéphane Ortelli    | Patrick Lauber Christian Demigneux   |
| 3      | 2      | Circuit de Dijon-Prenois      | 15 mai      | Olivier Pla                        | Gérard Tonelli Renaud Derlot       | Fabien Barthez Gilles Duqueine       |
| 4      | 1      | Circuit du Val de Vienne      | 25 juin     | David Hallyday                     | Patrick Bornhauser Laurent Groppi  | Patrice Madeleine Florent Priez      |
| 4      | 2      | Circuit du Val de Vienne      | 26 juin     | Anthony Beltoise                   | Laurent Pasquali Anthony Beltoise  | Patrice Madeleine Florent Priez      |
| 5      | 1      | Circuit de Nevers Magny-Cours | 9 juillet   | Laurent Pasquali                   | Patrick Bornhauser Laurent Groppi  | Fabien Barthez Gilles Duqueine       |
| 5      | 2      | Circuit de Nevers Magny-Cours | 10 juillet  | Stéphane Ortelli                   | Laurent Pasquali Anthony Beltoise  | Patrice Madeleine Florent Priez      |
| 6      | 1      | Circuit d'Albi                | 3 septembre | Gilles Vannelet                    | Jean-Luc Beaubelique Ludovic Badey | Fabien Barthez Gilles Duqueine       |
| 6      | 2      | Circuit d'Albi                | 4 septembre | Stéphane Ortelli                   | Laurent Pasquali Anthony Beltoise  | Patrice Madeleine Florent Priez      |
| 7      | 1      | Circuit Paul-Ricard           | 29 octobre  | David Hallyday                     | Laurent Pasquali Anthony Beltoise  | Fabien Barthez Gilles Duqueine       |
| 7      | 2      | Circuit Paul-Ricard           | 30 octobre  | Stéphane Ortelli                   | Grégoire Demoustier Renaud Derlot  | Pierre-Alain France Erwin France     |